# 克松维尔
克松维尔（法語：Xonville，法語發音：[ɡzɔ̃vil]；洛林语：Ch'onvelle）是法国默尔特-摩泽尔省的一个市镇，位于该省中部，属于布里埃区。

## 地理
克松维尔（49°3'19"N, 5°50'55"E）面积7.27 平方千米，位于法国大東部大區默尔特-摩泽尔省，该省份为法国东北部内陆省份，是洛林的一部分，北邻比利时、卢森堡，北起顺时针与摩泽尔省、下莱茵省、孚日省和默兹省接壤。
与克松维尔接壤的市镇（或旧市镇、城区）包括：尚布莱-比西耶尔、阿热维尔、皮克雪、斯蓬维尔、拉绍塞。
克松维尔的时区为UTC+01:00、UTC+02:00（夏令时）。

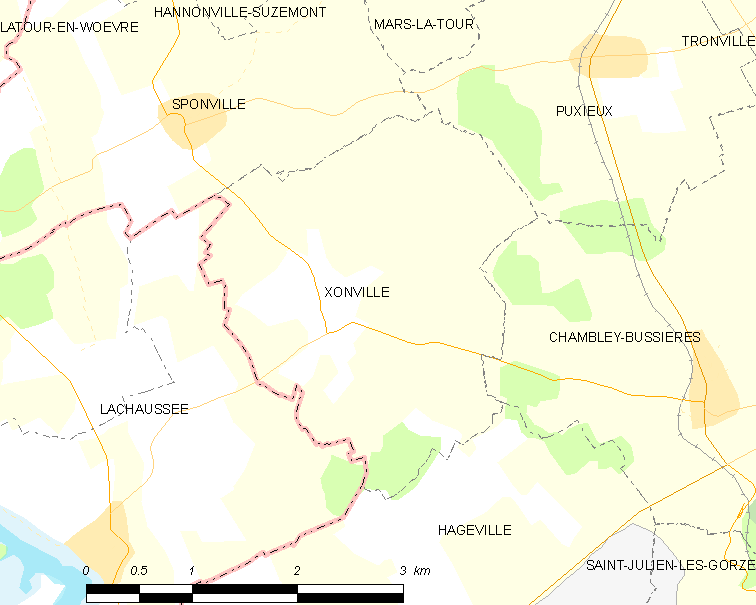
克松维尔的OSM定位图

## 行政
克松维尔的邮政编码为54800，INSEE市镇编码为54599。

## 政治
克松维尔所属的省级选区为雅尼县。

## 人口

1962-2008年间克松维尔人口变化图示

克松维尔于2022年1月1日时的人口数量为104人。